# アレクシ・フラヴィアン・ティビディ
アレクシ・フラヴィアン・ティビディ（フランス語: Alexis Flavien Tibidi、1975年7月10日 - ）は、カメルーンの元サッカー選手。元カメルーン代表。ポジションはMF。

## クラブ歴
UDラス・パルマス・アトレティコで選手となった。その後はインドネシアとベルギーを行き来した。

## 代表歴
1995年11月26日に行われたガボン代表との親善試合に出場した。

## 私生活
息子のアレクシ・ロナルド・ティビディもサッカー選手である。